# Elżbieta (ok. 1420–1473)
Elżbieta (ur. ok. 1420, zm. 7 kwietnia 1473 w Bergen) – księżniczka wołogoska, opatka cysterek w Krumminie i Bergen, córka Warcisława IX, księcia wołogoskiego, bardzkiego i rugijskiego oraz Zofii, najprawdopodobniej pochodzącej z książąt sasko-lauenburskich, a także siostra książąt pomorskich Eryka II i Warcisława X, z dynastii Gryfitów.

## Życie
Elżbieta była urodzoną ok. 1420 r. córką księcia Warcisława IX, rządzącego w Wołogoszczy, a później także w Bardzie i na Rugii, z dynastii Gryfitów (zmarł w 1457 r.) oraz Zofii, najprawdopodobniej wywodzącej się z książąt sasko-lauenburskich (zmarła w 1462 r.). Miała trzech braci, z których najstarszy Eryk II, władał do 1459 r. księstwem wołogoskim, a następnie do swojej śmierci w 1474 r. księstwem słupskim, zmarłego w 1478 r. księcia wołogoskiego Warcisława X oraz Krzysztofa. Nie da się wykluczyć, że była dotknięta jakąś ułomnością fizyczną. Zakonnicą została prawdopodobnie już przed 1435 r. Od 1442 r. dowodnie do 1455 r. występuje w dokumentach jako ksieni krummińskich cysterek, skąd najwcześniej właśnie w tym ostatnim roku mogła przenieść się do klasztoru bergeńskiego. Od 5 stycznia 1460 źródła nazywają ją tamtejszą opatką. Urząd ten pełniła do swojej śmierci w Bergen w środę, 7 kwietnia 1473 r. W kruchcie dawnego kościoła cysterek w Bergen na wykonanej ok. 1473 płycie nagrobnej Elżbiety zachowało się jej, nie mające cech indywidualnych, wyobrażenie.

## Genealogia
|  |  | Warcisław IX ur. w latach 1395–1400 zm. 17 IV 1457 | Warcisław IX ur. w latach 1395–1400 zm. 17 IV 1457 |                                        |  |  |  |  |  | Zofia ur. najwcz. 1374 zm. 1462 | Zofia ur. najwcz. 1374 zm. 1462 |  |  |
|  |  |                                                    |                                                    |                                        |  |  |  |  |  |                                 |                                 |  |  |
|  |  |                                                    |                                                    |                                        |  |  |  |  |  |                                 |                                 |  |  |
|  |  |                                                    |                                                    |                                        |  |  |  |  |  |                                 |                                 |  |  |
|  |  |                                                    |                                                    | Elżbieta (ur. ok. 1420, zm. 7 IV 1473) |  |  |  |  |  |                                 |                                 |  |  |